# Hermes Exorcista
Svatý Hermes Exorcista byl ve 3. století kněz a exorcista.
Byl zabit asi roku 270 při pronásledování křesťanů císařem Aurelianem.
Jeho svátek se slaví 31. prosince.